# لئونی (خواننده)
لئونی (به انگلیسی: Leony) با نام کامل لئونی برگر (به انگلیسی: Leonie Burger) (زاده ۲۵ ژوئن ۱۹۹۷) خواننده آلمانی است.